# NASCAR Grand National Series 1950
NASCAR Grand National Series 1950 – sezon 1950 w amerykańskiej serii wyścigowej NASCAR trwał od 5 lutego do 29 października. Zwycięzcą został Bill Rexford z dorobkiem 1949.5 pkt, który dodatkowo zwyciężył zaledwie jeden raz w całym sezonie. W sezonie rozegrano 19 wyścigów.

## Kalendarz
| #  | Data            | Nr wyścigu | Tor                         |                  |                  |                  |
| 1  | 5 lutego        | 1          | Daytona Beach & Road Course | Harold Kite      | Red Byron        | Lloyd Moore      |
| 2  | 2 kwietnia      | 2          | Charlotte Speedway          | Tim Flock        | Bob Flock        | Clyde Minter     |
| 3  | 16 kwietnia     | 3          | Langhorne Speedway          | Curtis Turner    | Lloyd Moore      | Jimmy Florian    |
| 4  | 21 maja         | 4          | Martinsville Speedway       | Curtis Turner    | Jim Paschal      | Lee Petty        |
| 5  | 30 maja         | 5          | Canfield Speedway           | Bill Rexford     | Glenn Dunnaway   | Lloyd Moore      |
| 6  | 18 czerwca      | 6          | Vernon Fairgrounds          | Bill Blair       | Lloyd Moore      | Chuck Mahoney    |
| 7  | 25 czerwca      | 7          | Dayton Speedway             | Jimmy Florian    | Dick Linder      | Buck Barr        |
| 8  | 2 lipca         | 8          | Monroe County Fairgrounds   | Curtis Turner    | Bill Blair       | Lee Petty        |
| 9  | 23 lipca        | 9          | Charlotte Speedway          | Curtis Turner    | Chuck Mahoney    | Herb Thomas      |
| 10 | 13 sierpnia     | 10         | Occoneechee Speedway        | Fireball Roberts | Curtis Turner    | Dick Linder      |
| 11 | 20 sierpnia     | 11         | Dayton Speedway             | Dick Linder      | Red Harvey       | Herb Thomas      |
| 12 | 27 sierpnia     | 12         | Hamburg Speedway            | Dick Linder      | Fireball Roberts | Curtis Turner    |
| 13 | 4 września      | 13         | Darlington Raceway          | Johnny Mantz     | Fireball Roberts | Red Byron        |
| 14 | 17 września     | 14         | Langhorne Speedway          | Fonty Flock      | Bill Blair       | Fireball Roberts |
| 15 | 24 września     | 15         | North Wilkesboro Speedway   | Leon Sales       | Jack Smith       | Ewell Weddle     |
| 16 | 1 października  | 16         | Vernon Fairgrounds          | Dick Linder      | Ted Swaim        | Lloyd Moore      |
| 17 | 15 października | 17         | Martinsville Speedway       | Herb Thomas      | Lee Petty        | Buck Baker       |
| 18 | 15 paździerbika | 18         | Funk's Speedway             | Lloyd Moore      | Bucky Sager      | Bill Rexford     |
| 19 | 29 października | 19         | Occoneechee Speedway        | Lee Petty        | Buck Baker       | Weldon Adams     |

## Tabela końcowa wyścigów
| Poz. | Kierowca            | Pkt.   |
| ---- | ------------------- | ------ |
|      | Bill Rexford        | 1949.5 |
|      | Fireball Roberts    | 1848.5 |
|      | Lee Petty           | 1590.0 |
| 4    | Lloyd Moore         | 1398.0 |
| 5    | Curtis Turner       | 1375.5 |
| 6    | Johnny Mantz        | 1282.0 |
| 7    | Chuck Mahoney       | 1217.5 |
| 8    | Dick Linder         | 1121.0 |
| 9    | Jimmy Florian       | 801.0  |
| 10   | Bill Blair          | 766.0  |
| 11   | Herb Thomas         | 590.5  |
| 12   | Buck Baker          | 531.5  |
| 13   | Cotton Owens        | 500.0  |
| 14   | Fonty Flock         | 458.5  |
| 15   | Weldon Adams        | 440.0  |
| 16   | Tim Flock           | 437.5  |
| 17   | Clyde Minter        | 427.0  |
| 18   | Dick Burns          | 341.5  |
| 19   | Art Lamey           | 320.0  |
| 20   | Bob Flock           | 314.0  |
| 21   | George Hartley      | 298.0  |
| 22   | Gayle Warren        | 287.0  |
| 23   | Frank Mundy         | 275.5  |
| 24   | Jim Paschal         | 220.5  |
| 25   | Jack White          | 211.5  |
| 26   | Pappy Hough         | 207.5  |
| 27   | Ray Duhigg          | 202.5  |
| 28   | Leon Sales          | 200.0  |
| 29   | Jimmy Thompson      | 200.0  |
| 30   | Harold Kite         | 187.0  |
| 31   | Neil Cole           | 183.5  |
| 32   | Jack Smith          | 180.0  |
| 33   | Bucky Sager         | 180.0  |
| 34   | Red Harvey          | 180.0  |
| 35   | Ted Swaim           | 180.0  |
| 36   | Buck Barr           | 180.0  |
| 37   | Pepper Cunningham   | 177.5  |
| 38   | Ewell Weddle        | 173.5  |
| 39   | Donald Thomas       | 164.0  |
| 40   | Bill Snowden        | 163.0  |
| 41   | Jimmie Lewallen     | 140.0  |
| 42   | Chuck James         | 140.0  |
| 43   | Dick Clothier       | 133.5  |
| 44   | Paul Parks          | 124.5  |
| 45   | Al Gross            | 124.0  |
| 46   | Jack Reynolds       | 120.0  |
| 47   | Jim Delaney         | 114.0  |
| 48   | Carl Renner         | 108.0  |
| 49   | Jack Holloway       | 107.5  |
| 50   | J.C. Van Landingham | 105.0  |